# Genehmigtes Kapital
Als Genehmigtes Kapital (auch Zugelassenes Kapital; englisch authorised capital) wird im Aktienrecht eine Kapitalmaßnahme bezeichnet, bei der die Hauptversammlung einer Aktiengesellschaft oder Europäischen Gesellschaft die Anzahl oder den Nominalwert von Aktien zwecks Durchführung einer späteren Kapitalerhöhung im Voraus genehmigt hat.

## Allgemeines
Bei Aktiengesellschaft, Europäischer Gesellschaft und Kommanditgesellschaft auf Aktien gibt es folgende Kapitalmaßnahmen:
| Kapitalmaßnahme     | Arten                                                                                                   | Rechtsgrundlage                                                |
| ------------------- | --- | -------------------------------------------------------------- |
| Kapitalerhöhung     | reguläre Kapitalerhöhung bedingtes Kapital genehmigtes Kapital Kapitalerhöhung aus Gesellschaftsmitteln | § 182 ff. AktG §§ 193 ff. AktG §§ 202 ff. AktG §§ 207 ff. AktG |
| Kapitalherabsetzung | ordentliche Kapitalherabsetzung vereinfachte Kapitalherabsetzung Einziehung von Aktien                  | § 222 ff. AktG §§ 229 ff. AktG § 237 AktG                      |

Auch der Kapitalschnitt ist eine Kapitalmaßnahme, die in der Kombination einer vereinfachten Kapitalherabsetzung mit einer gleichzeitigen Kapitalerhöhung besteht.
Während bei allen anderen Kapitalmaßnahmen im Regelfall ein konkreter Finanzierungsanlass besteht, ist dieser für das genehmigte Kapital nicht erforderlich.

## Durchführung
Der Vorstand der Aktiengesellschaft kann nach § 202 Abs. 1 AktG durch die Satzung für höchstens fünf Jahre nach Eintragung der Gesellschaft ermächtigen, das Grundkapital bis zu einem bestimmten Nennbetrag durch Emission neuer Aktien gegen Einlagen (Bareinlage und/oder Sacheinlage; § 205 AktG) mit Zustimmung des Aufsichtsrats zu erhöhen. Dabei darf  der Nennbetrag des genehmigten Kapitals 50 % des gezeichneten Kapitals nicht übersteigen (§ 202 Abs. 3 AktG). Ist jedoch noch erhebliches ausstehendes Kapital vorhanden, darf vom genehmigten Kapital kein Gebrauch gemacht werden (§ 203 Abs. 3 AktG), was nicht für Versicherungsunternehmen gilt. Da es sich beim genehmigten Kapital um eine Satzungsänderung handelt, ist hierfür eine ¾-Mehrheit in der Hauptversammlung erforderlich (§ 179 Abs. 2 AktG).
Das genehmigte Kapital ist nach § 160 Abs. 1 Ziff. 4 AktG im Anhang anzugeben. 

## GmbH
Für die Gesellschaft mit beschränkter Haftung (GmbH) ist das genehmigte Kapital in § 55a GmbHG vorgesehen. Danach kann der Gesellschaftsvertrag die Geschäftsführer für höchstens fünf Jahre nach Eintragung der Gesellschaft in das Handelsregister ermächtigen, das Stammkapital bis zu einem bestimmten Nennbetrag als genehmigtes Kapital durch Ausgabe neuer Geschäftsanteile gegen Einlagen zu erhöhen. Der Nennbetrag des genehmigten Kapitals darf auch hier die Hälfte des Stammkapitals, das zur Zeit der Ermächtigung vorhanden ist, nicht übersteigen.

## International
Ähnliche Bestimmungen wie in Deutschland kennen Österreich (§ 169 ff. AktG) und die Schweiz (Art. 653s ff. OR). In der Schweiz ist seit Januar 2023 das Kapitalband geregelt, das den Verwaltungsrat aufgrund einer Satzungsänderung ermächtigt, während einer Dauer von längstens fünf Jahren das Aktienkapital innerhalb einer Bandbreite (Kapitalband) zu verändern (Kapitalerhöhung und Kapitalherabsetzung). Mit dem Rechtsinstitut des Kapitalbands verbindet der Gesetzgeber die bisherige genehmigte Kapitalerhöhung mit einer „genehmigten Kapitalherabsetzung“. Es legt fest, innerhalb welcher Grenzen der Verwaltungsrat das Aktienkapital erhöhen und herabsetzen darf. Die Obergrenze darf 50 % des Grundkapitals nicht überschreiten, die Untergrenze 50 % nicht unterschreiten. In Art. 653t OR sind die Bedingungen für das Kapitalband festgelegt. Die für fünf Jahre geltenden Beschlüsse der Generalversammlung können nicht verlängert oder geändert werden. 

## Wirtschaftliche Aspekte
Da für ordentliche Kapitalerhöhungen der Vorstand eine Hauptversammlung einberufen muss, kann er diese dazu nutzen, mit Hilfe des genehmigten Kapitals mehr Dispositionsfreiheit zu erhalten. Davon machen häufig Versicherungsunternehmen Gebrauch, um den langwierigen Prozess einer ordentlichen Kapitalerhöhung zu vermeiden. Tritt unerwartet ein Großschadensereignis oder ein Kumulschaden auf, muss die Versicherung schnell Kapital beschaffen und kann nicht erst bei der nächsten Hauptversammlung eine Kapitalerhöhung beantragen. 
Eine Teilausübung sowie entsprechend eine mehrmalige Ausnutzung des genehmigten Kapitals ist möglich, sofern der maximal genehmigte absolute Umfang nicht überschritten wird. Dabei ist es durchaus möglich, dass in der Satzung eines Unternehmens mit der Zeit mehrere Positionen Genehmigtes Kapital auftauchen, die zu verschiedenen Zeiten genehmigt wurden, verschiedene Laufzeiten haben oder/und auch verschieden ausgestattet sind (nur auf Bar- oder Sacheinlagen erlaubend oder beides). Wird eine Kapitalerhöhung aus genehmigtem Kapital durchgeführt, so verringert sich der Betrag des genehmigten Kapitals um die entsprechend ausgeübte Summe, während das Grundkapital der Gesellschaft in gleichem Umfang zunimmt.